# هوراس براون (بازیکن فوتبال)
هوراس براون (انگلیسی: Horace Brown؛ زادهٔ 1860) بازیکن فوتبال اهل بریتانیا است.
از باشگاه‌هایی که در آن بازی کرده‌است می‌توان به باشگاه فوتبال استوک سیتی اشاره کرد.